# Indoari

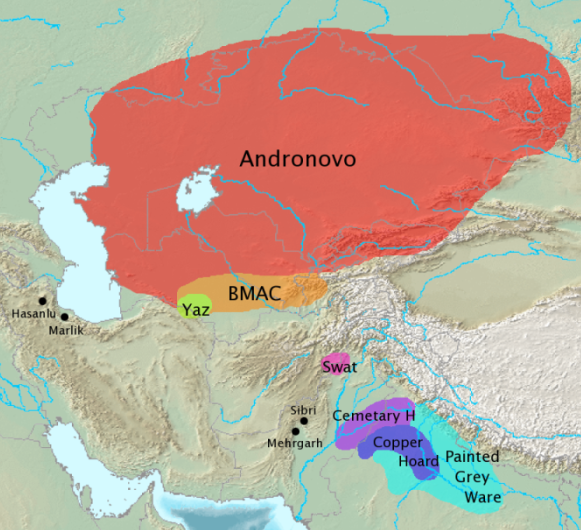
Culture archeologiche associate con l'origine e la progressiva migrazione verso sud degli indoiranici ed indoari.

Gli Indoari, o Arii (anche Ariani o Indoariani), sono un antico popolo nomade appartenente al gruppo indoiranico dei popoli indoeuropei, che penetrò nel subcontinente indiano nel II millennio a.C., subentrando alla civiltà della valle dell'Indo e imponendosi su un ampio territorio.
Disperdendosi su un'area tanto vasta, la lingua di questo popolo (di matrice indoiranica) subì un processo di frammentazione, che diede origine alle varie lingue indiane antiche (come il sanscrito) e moderne (come l'hindi).

## Le origini
Le origini degli Indoari sono probabilmente da ricercare nella cultura di Andronovo, cultura indoeuropea che fiorì fra il III e il II millennio a.C. in Asia centrale. Qui vivevano principalmente di pastorizia e dell'allevamento dei cavalli. Alcuni studiosi, come ad esempio Mallory, ritengono possibile che le popolazioni proto-indoarie della cultura di Andronovo durante la loro discesa verso sud abbiano adottato lo stile di vita sedentario e urbanizzato della civiltà del BMAC (Complesso archeologico bactriano-margiano), fra Turkmenistan, Uzbekistan, Tagikistan e Afghanistan, per poi insediarsi definitivamente nel subcontinente indiano alla metà del II millennio a.C. dove diedero origine alla cultura dello Swat.
Secondo alcuni studiosi, alcuni gruppi Indoarii si spinsero invece fino in Mesopotamia nel 1700 a.C. circa dove divennero l'aristocrazia di Mitanni.

### Migrazione in India

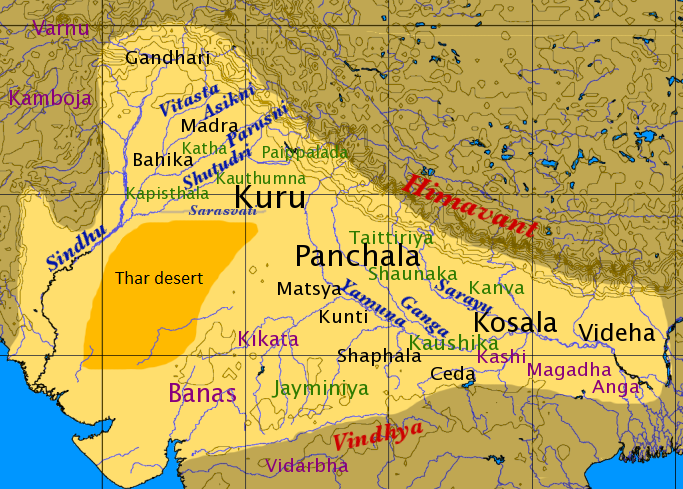
Mappa del Nord dell'India (Āryāvarta) durante il periodo vedico

A partire dal 1800 a.C. circa, grandi masse di popolazioni si spostarono a sud, penetrando, probabilmente in varie ondate, nel subcontinente indiano. All'origine di queste migrazioni ci fu probabilmente un drastico mutamento climatico (caratterizzato da una notevole diminuzione delle temperature e delle precipitazioni) che, all'inizio del II millennio a.C., interessò probabilmente l'intera Asia sud-occidentale, colpendo duramente la stessa India e portando quasi al collasso l'antica ed evoluta civiltà della valle dell'Indo.
Le tribù indoarie penetrano così, in modo lento ma costante, prima tra le montagne Hindu Kush, e successivamente, a partire dal 1600 a.C., oltre la pianura dell'Indo, conquistando o spingendo a sud le popolazioni locali (Dravida). La natura tendenzialmente indipendente dei principi guerrieri impedì tuttavia la formazione di imperi o grandi stati organizzati, mantenendo al contrario gli Arii in una condizione di instabilità politico-militare dovuta agli scontri con le popolazioni locali e con successivi gruppi migratori.
A partire dal 1300 a.C. le tribù arie consolidano progressivamente il loro dominio in tutto il nord-ovest indiano, spingendosi successivamente fino al Punjab e alla valle del Gange (espansione collegata alla diffusione della cultura della ceramica grigia dipinta), diffondendo in gran parte del subcontinente la lingua sanscrita, oltre ad alcune innovazioni, tra cui l'uso del ferro.
Il sud dell'India rimase comunque indipendente e saldamente legato alla cultura dravidica, con la nascita di diversi stati molto evoluti, che sapranno mantenersi indipendenti per quasi due millenni. Nel resto dell'India, gli Arii si fondono spesso con le popolazioni locali, dando vita a una nuova, complessa, civiltà recante chiare tracce di entrambi i retaggi. Tuttavia, nonostante molte eccezioni, i vincitori impongono generalmente un sistema sociale basato sulle caste (varna in sanscrito, che assume il significato di colore), che estromette i discendenti dei dravida dalle posizioni più influenti. Articolato in brahmani (sacerdoti e studiosi dei testi sacri, unici abilitati alla celebrazione dei riti sacri), kshatriya (guerrieri rappresentanti il ceto politico-amministrativo), vaishya (artigiani, commercianti, allevatori), shudra (servitori addetti ai lavori proibiti agli Arii) e paria (gli intoccabili, cioè i fuori-casta) questo sistema riserva le prime due e più importanti caste ai soli discendenti degli arii.

## Società
Gli indoari erano suddivisi in jāna (sanscrito, corrispettivo del latino gentes) a loro volta suddivisi in "clan" (viś) guidati da un capoclan (viśpáti). Erano allevatori nomadi che progressivamente si stanziarono in cittadelle fortificate con mura di terra battuta (sanscrito vedico púr पुर, corrispondente al greco antico πόλις polis) come già prima di loro i nemici Dāsa. Dalle scritture vediche questi Ārya appaiono ricchi, dediti a feste cerimoniali a base di carne e di madhu (liquore a base di miele come l'idromele, corrispondente al norreno mjǫðr). I villaggi degli indoari venivano eretti dopo un cerimoniale di consacrazione complesso che prevedeva l'aratura del luogo e la messa in posa di nove colonne (sthūṇā) destinate a sostenere gli edifici. Al centro del villaggio era posta la colonna più importante (skambha) posto come albero primordiale che sostiene il Cielo (Div o Dyú).

## Tecniche militari
La tecnica di combattimento era basata su carri da guerra trainati da cavalli, montati da un auriga e da un principe guerriero armato con armi di bronzo. L'armamento limitava il combattimento alle regioni pianeggianti e le azioni belliche furono sempre indirizzate verso la razzia dei centri delle popolazioni agricole.

## La religione vedica
Le divinità adorate dalle popolazioni arie sono descritte nei testi sacri dei Veda, e sono le stesse che vennero comprese, talvolta con ruoli simili, talvolta diversi, anche nella religione dello zoroastrismo seguita nell'odierno Iran. Le divinità principali sono Indra (la tempesta), i Marut (eroi compagni e seguaci di Indra), Soma (la bevanda inebriante preparata nel corso dei rituali e offerta agli dèi), Mitra (l'amicizia e il patto), Varuṇa (il cielo), Agni (il fuoco, in particolare quello acceso per il rituale), Rāma (la sovranità), Yama (la morte), Sūrya (il sole), Uṣas (l'aurora), Durgā (la creazione e distruzione).